# District de Ganzhou
Pour les articles homonymes, voir Ganzhou (homonymie).
Le district de Ganzhou (chinois : 甘州区 ; pinyin : Gānzhōu Qū) est une subdivision administrative de la province du Gansu en Chine. Il est placé sous la juridiction de la ville-préfecture de Zhangye.
Ganzhou était la capitale de l'État ouïghour de Gansu (870 – 1035). Elle est peuplée de la minorité des Yugurs jaunes, chamanistes, qui sont les descendants des habitants du Khaganat ouïghour (744 – 848) de l'Orkhon et sont également dispersés aujourd'hui sur le Xian autonome yugur de Sunan, voisin.